# Trachymyrmex squamulifer
Trachymyrmex squamulifer är en myrart som först beskrevs av Carlo Emery 1896.  Trachymyrmex squamulifer ingår i släktet Trachymyrmex och familjen myror. Inga underarter finns listade i Catalogue of Life.